# Land of Confusion
„Land of Confusion“ je třetí píseň ze třináctého studiového alba britské skupiny Genesis nazvaného Invisible Touch. Nejprve vyšla jako součást alba v červnu 1986 a znovu pak v říjnu téhož roku jako singl s písní „Feeding the Fire“ na straně B. Její autory jsou všichni tři členové skupiny, Tony Banks, Phil Collins a Mike Rutherford; všichni ji rovněž spolu s Hughem Padghamem produkovali. Singl se umístil na čtvrtém místě v žebříčku Billboard Hot 100.
V roce 2005 vydala skupina Disturbed cover verzi této písně na svém albu Ten Thousand Fists